# Mario Sauer
Mario Sauer (Bratislava, 15 maggio 2004) è un calciatore slovacco, centrocampista dello Žilina.

## Carriera

### Club
Sauer è cresciuto nel settore giovanile dello Žilina dove ha debuttato il 16 maggio 2021 nel pareggio per 1-1 contro lo Spartak Trnava. Ha realizzato la sua prima rete il 19 febbraio 2022 contro lo Zemplín Michalovce. Il 27 maggio 2022 ha prolungato il contratto fino al 2025.

### Nazionale
Ha giocato nella nazionale slovacca Under-19.
L'11 maggio 2023 è stato incluso nella lista dei convocati per il Mondiale Under-20. Il 15 giugno 2023 ha ricevuto la prima convocazione con la nazionale maggiore.

## Statistiche

### Presenze e reti nei club
Statistiche aggiornate al 19 giugno 2023.
| Stagione        | Squadra         | Campionato      | Campionato | Campionato | Coppe nazionali | Coppe nazionali | Coppe nazionali | Coppe continentali | Coppe continentali | Coppe continentali | Altre coppe | Altre coppe | Altre coppe | Totale | Totale | Totale |
| Stagione        | Squadra         | Comp            | Pres       | Reti       | Comp            | Pres            | Reti            | Comp               | Pres               | Reti               | Comp        | Pres        | Reti        | Pres   | Reti   |        |
| --------------- | --------------- | --------------- | ---------- | ---------- | --------------- | --------------- | --------------- | ------------------ | ------------------ | ------------------ | ----------- | ----------- | ----------- | ------ | ------ | ------ |
| 2020-2021       | Žilina II       | 2L              | 1          | 0          |                 | -               | -               |                    | -                  | -                  |             | -           | -           | 1      | 0      |        |
| 2021-2022       | Žilina II       | 2L              | 11         | 4          |                 | -               | -               |                    | -                  | -                  |             | -           | -           | 11     | 4      |        |
| 2022-2023       | Žilina II       | 2L              | 11         | 3          |                 | -               | -               |                    | -                  | -                  |             | -           | -           | 11     | 3      |        |
| 2020-2021       | Žilina          | SL              | 1          | 0          | CA              | 0               | 0               |                    | -                  | -                  |             | -           | -           | 1      | 0      |        |
| 2021-2022       | Žilina          | SL              | 10         | 1          | CA              | 1               | 0               |                    | -                  | -                  |             | -           | -           | 11     | 1      |        |
| 2022-2023       | Žilina          | SL              | 15         | 0          | CA              | 1               | 1               |                    | -                  | -                  |             | -           | -           | 16     | 1      |        |
| Totale carriera | Totale carriera | Totale carriera | 49         | 8          |                 | 2               | 1               |                    | -                  | -                  |             | -           | -           | 51     | 9      |        |